# ボレル集合
数学におけるボレル集合（ボレルしゅうごう、英: Borel set）は、位相空間の開集合系（あるいは閉集合系）から可算回の合併、交叉、差を取ることによって得られる集合の総称である。名称はエミール・ボレルに由来する。
位相空間 {\displaystyle X} に対し、{\displaystyle X} 上のボレル集合全体の成す族（ボレル集合族）は完全加法族（σ-集合体）を成し、ボレル集合体 (Borel algebra) あるいはボレル完全加法族 (Borel σ-algebra) と呼ばれる。{\displaystyle X} 上のボレル集合体は、全ての開集合を含む最小の完全加法族である（全ての閉集合を含む最小の完全加法族でもある）。
ボレル集合は測度論において重要である。これは任意のボレル集合体上で定義された測度が空間内の開集合（あるいは閉集合）上での値のみから一意に定まることによる。ボレル集合体上で定義された測度はボレル測度と呼ばれる。ボレル集合およびそれに付随するボレル階層は、記述集合論においても基本的な役割を果たす。
文脈によっては、位相空間の（開集合ではなくて）コンパクト集合の生成するものとしてボレル集合を定めることもある。多くの素性の良い (well-behaved) 空間、例えば任意の σ-コンパクトハウスドルフ空間などでは、この定義は先の（開集合を用いた）定義と同値になるが、そうでない病的な空間では違ってくる。

## ボレル集合族の生成
ボレル集合族は最初に述べた意味で「生成的」に記述することができる。
任意の順序数 {\displaystyle \alpha } に関する列 {\displaystyle {\mathcal {B}}^{\alpha }} を以下のような超限帰納法で定める:
- 初期条件として、{\displaystyle {\mathcal {B}}^{0}} は {\displaystyle X} の開集合系とする。
- {\displaystyle \alpha =\beta +1} のときは、 {\displaystyle {\mathcal {B}}^{\alpha }:={\Big \{}\bigcup _{i=1}^{\infty }A_{i};\,A_{i}\in {\mathcal {B}}^{\beta }\,{\text{or}}\,X\setminus A_{i}\in {\mathcal {B}}^{\beta }\,{\Big \}}}
- {\displaystyle \alpha } が極限順序数のときは、 {\displaystyle {\mathcal {B}}^{\alpha }:=\bigcup _{\beta <\alpha }{\mathcal {B}}^{\beta }}

このとき、ボレル集合族は最小の非可算順序数 {\displaystyle \omega _{1}} に対する {\displaystyle {\mathcal {B}}^{\omega _{1}}} に他ならない。即ち、ボレル集合族は空間の開集合から、補集合を取る操作と可算合併を最小の非可算順序数回反復的に適用して「生成」することができる。
この構成はボレル階層に密接に関係している。
距離空間の場合は補集合を取らずに、可算合併と可算共通部分でボレル集合族を生成することも可能である（距離空間の閉集合は開集合の可算共通部分として表せることに注意）。
各ボレル集合 {\displaystyle B} に対しては、ある可算順序数 {\displaystyle \alpha _{B}} が存在して、{\displaystyle B} は上記の操作を {\displaystyle \alpha _{B}} 回反復適用して得られるが、{\displaystyle B} をボレル集合全てに亘って動かすとき {\displaystyle \alpha _{B}} の可算順序数全てに渡る場合がある、よってボレル集合族全体を常に得るには最小の非可算順序数 {\displaystyle \omega _{1}} が必要になる（特に実直線のボレル集合族は可算順序数で表せない）。

### 例
一つの重要な例は、実数直線 {\displaystyle \mathbb {R} } 上のボレル集合体 {\displaystyle B(\mathbb {R} )} で、これは特に確率論において重要である。このボレル集合体の上にはボレル測度が定義できる。確率空間上で定義される実確率変数が与えられたとき、その確率分布もまた定義によりこのボレル集合体上の測度になる。
実数直線上のボレル集合体 {\displaystyle B(\mathbb {R} )} は、{\displaystyle \mathbb {R} } 内の任意の区間を含む最小の完全加法族である。
上記の超限帰納法による構成において、その各段階で得られた集合の数は、高々連続体濃度の冪であることが示せる。故に、ボレル集合の総数は {\displaystyle \aleph _{1}\times 2^{\aleph _{0}}\,=2^{\aleph _{0}}} 以下である。

## 標準ボレル空間とクラトフスキーの定理
以下は、ボレル空間に関する数あるクラトフスキーの定理のうちの一つである。ボレル空間というのは、はっきり決まった完全加法族を備えた集合の別名であり、用語を流用してその完全加法族に属する元を、このボレル空間のボレル集合と呼ぶ。ボレル空間の全体は、ボレル空間の間のボレル可測写像を射として圏を成す。ここに、写像 {\displaystyle f\colon X\to Y} がボレル可測であるというのは、{\displaystyle Y} の任意のボレル部分集合 {\displaystyle B} に対して逆像 {\displaystyle f^{-1}(B)} が {\displaystyle X} においてボレルとなることをいう。
定理 (Kuratowski).
{\displaystyle X} がポーランド空間、即ち {\displaystyle X} の位相を定める {\displaystyle X} 上の距離函数 {\displaystyle d} が存在して、{\displaystyle X} が {\displaystyle d} に関して完備な可分距離空間となるものとする。このとき、{\displaystyle X} はボレル空間として、(1) {\displaystyle \mathbb {R} }, (2) {\displaystyle \mathbb {Z} }, (3) 有限空間、の何れか一つに同型である。
（この結果はマハラムの定理を髣髴とさせる）。
ボレル空間として考えるとき、実数直線 R と、R に可算集合を合併させたものとは、互いに同型である。 
標準ボレル空間 (standard Borel space) とはポーランド空間に付随するボレル空間を言う。
標準ボレル空間は（同型を除いて）その濃度によって決まること、および任意の非可算標準ボレル空間は連続体濃度を持つことに注意せよ。
ポーランド空間の部分集合に対して、ボレル集合はポーランド空間上で定義される連続単射の像として得られる集合として特徴づけることができる。しかし、単射でない連続写像の像は必ずしもボレルにならない（解析集合を参照）。
標準ボレル空間は、その上の任意の確率測度に関して標準確率空間となる。

## 非ボレル集合
実数直線の部分集合でボレル集合にならないものの例として、ルジンによるもの (see Sect. 62, pages 76–78) を述べる。この例は、存在を証明できるけれども構成的でない非可測集合の場合とは対照的である。
任意の無理数は連分数
{\displaystyle x=a_{0}+{\cfrac {1}{a_{1}+{\cfrac {1}{a_{2}+{\cfrac {1}{a_{3}+{\cfrac {1}{\ddots \,}}}}}}}}}
として一意的に表すことができる。ここで a0 は何らかの整数、残りの ak は全て正整数である。連分数展開から得られる数列 (a0, a1, …) が
その無限部分列{\displaystyle (a_{k_{0}},a_{k_{1}},\dots )}で各項が後続項の約数となっているようなものがとれる
という性質を持つような無理数全てからなる集合を A とすると、この A はボレルでない。実は、A は解析集合であり、また解析集合全体の成す集合族において完全 (complete) である。更なる詳細は記述集合論の項目および Kechris (1995)（特に Exercise (27.2); p. 209, Definition (22.9); p. 169, Exercise (3.4)(ii); p. 14）を参照。
非ボレル集合のもう一つの例は、無限パリティ函数
{\displaystyle f\colon \{0,1\}^{\omega }\to \{0,1\}}
に関する逆像 f−1(0) である。ただし、これが非ボレルであることの証明に選択公理を用いるので、構成的な例ではない。